# Jake Dennis
Jake Dennis (Nuneaton, 16 de junho de 1995) é um automobilista britânico que atualmente compete na Fórmula E pela equipe Andretti Formula E. Ele fez sua estreia na categoria pela BMW i Andretti Motorsport em 2020 e foi campeão da Fórmula E na temporada de 2022–23.

## Carreira

### Kart
Dennis começou sua carreira no kart aos oito anos de idade com a Andy Cox Racing, recebendo treinamento de Terry Fullerton. Em 2005, ele venceu o South West na categoria Cadete. No ano seguinte, ele terminou em terceiro no Campeonato Shenington Club. Em 2008, ele recebeu o apoio da Racing Steps Foundation e se formou na categoria KF3. Em seu primeiro ano, ele se tornou campeão britânico em KF3. Em 2010, ele conquistou o campeonato britânico na classe júnior e o mundial da FIA para menores de 18 anos.

### InterSteps
Em 2011, Dennis fez sua estreia em monopostos participando do Campeonato InterSteps de 2011 pela Fortec Motorsport, o qual ele dominou e foi campeão com oito vitórias e dezesseis pódios em 20 corridas, acumulando 539 pontos.

### Fórmula Renault
Dennis correu pela Fortec na Fórmula Renault UK Finals Series em 2011, terminando em 19º na classificação, com 38 pontos.
Dennis continuou sua colaboração com a Fortec para a Copa da Europa do Norte de Fórmula Renault (inicialmente no Campeonato Britânico de Fórmula Renault, mas o campeonato foi fechado devido à falta de inscrições) e depois, na Eurocopa de Fórmula Renault 2.0.
Dennis foi indicado ao Prêmio McLaren Autosport BRDC devido às suas performances na Fórmula Renault 2.0 NEC, e posteriormente, ele ganhou o prestigioso prêmio e se tornou o mais jovem participante com apenas 17 anos de idade.

### Fórmula 3 Europeia

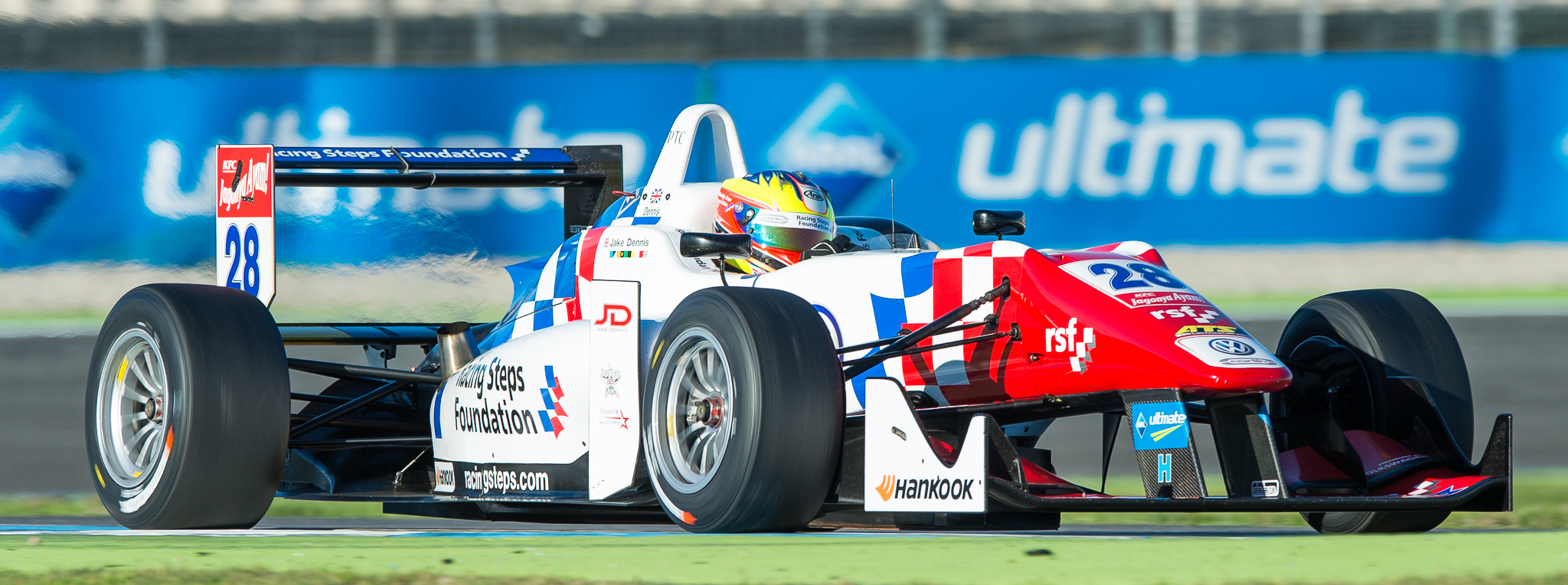
Dennis no Hockenheimring durante a prova da F3 de 2014

Em 2014, ele estreou na Fórmula 3 Europeia pela Carlin, tendo seu compatriota Jordan King como companheiro regular e o árabe-emiradense Ed Jones por algumas rodadas. Dennis conquistou seu primeiro pódio na corrida 2 de Pau, com um terceiro lugar que repetiu na corrida 1 de Spa-Francorchamps e na corrida 1 do Red Bull Ring, sendo o nono colocado, com 174 pontos. Já no campeonato de estreantes, Dennis venceu três vezes e ficou em terceiro, estando abaixo dos futuros pilotos de F1 Max Verstappen e Esteban Ocon.
Ele seguiu na categoria em 2015, passando a correr pela Prema e tendo como novos companheiros regulares o sueco Felix Rosenqvist e o canadense Lance Stroll, com o francês Brandon Maïsano, o neozelandês Nick Cassidy e o alemão Maximilian Günther correndo com ele por algumas rodadas. Nessa temporada, Dennis foi mais competitivo, tendo conquistado seis vitórias e mais dez pódios, sendo o terceiro no campeonato de pilotos, com 377 pontos e sendo superado apenas por Antonio Giovinazzi e seu companheiro Rosenqvist, o campeão da temporada.
Em 2017, Dennis retornou para participar das 3 primeiras rodadas da F3-Euro pela Carlin, acompanhando seu compatriota Lando Norris e também o austríaco Ferdinand Habsburg e o indiano Jehan Daruvala. Dennis conseguiu um segundo lugar na corrida 1 de Silverstone e encerrou seu último ano na F3 Europeia na décima sétima colocação, com 41 pontos.

### GP3 Series
Em dezembro de 2015, foi anunciado que Dennis disputaria a temporada de 2016 da GP3 Series com a equipe Arden International, tendo a companhia de seu compatriota Jack Aitken e da colombiana Tatiana Calderón. Ele terminou em quarto na classificação geral de pilotos, tendo conquistado um par de vitórias, cinco pódios no total e 149 pontos, sendo o melhor piloto da Arden na temporada.

### Fórmula 1
Em 2018, Dennis foi o piloto de simulador e desenvolvimento da equipe Red Bull Racing. Como resultado da associação da equipe com a Aston Martin, ele testou para a equipe austríaca nos testes do meio da temporada da Fórmula 1 realizados em Barcelona em maio de 2018, e novamente em Hungaroring em agosto. Em 2023, Dennis continuava sendo um piloto de desenvolvimento da Red Bull.
Ele foi escolhido para participar da sessão de treinos livres de sexta-feira no Grande Prêmio de Abu Dhabi de 2023 pela Red Bull. Ele terminou a sessão no 16º lugar.

### Fórmula E
Em 30 de outubro de 2020, foi anunciado que Dennis havia sido contratado pela equipe BMW i Andretti Motorsport para a disputa da temporada de 2020–21 da Fórmula E, ao lado de Maximilian Günther. Após não pontuar nas quatro primeiras rodadas que disputou, Dennis obteve a sua primeira vitória na F-E durante a corrida 2 do ePrix de Valência, voltando a triunfar na corrida 1 do ePrix de Londres. Ao final da temporada, que teve uma disputa muito apertada pelo título, Dennis somou 91 pontos, o que lhe rendeu o terceiro lugar em sua estreia na F-E, ficando à frente do quarto colocado Mitch Evans por apenas um ponto, atrás do vice Edoardo Mortara por um ponto também, e do campeão Nyck de Vries por oito pontos. Já no duelo interno da Andretti, Dennis desbancou Günther por 25 pontos de vantagem.

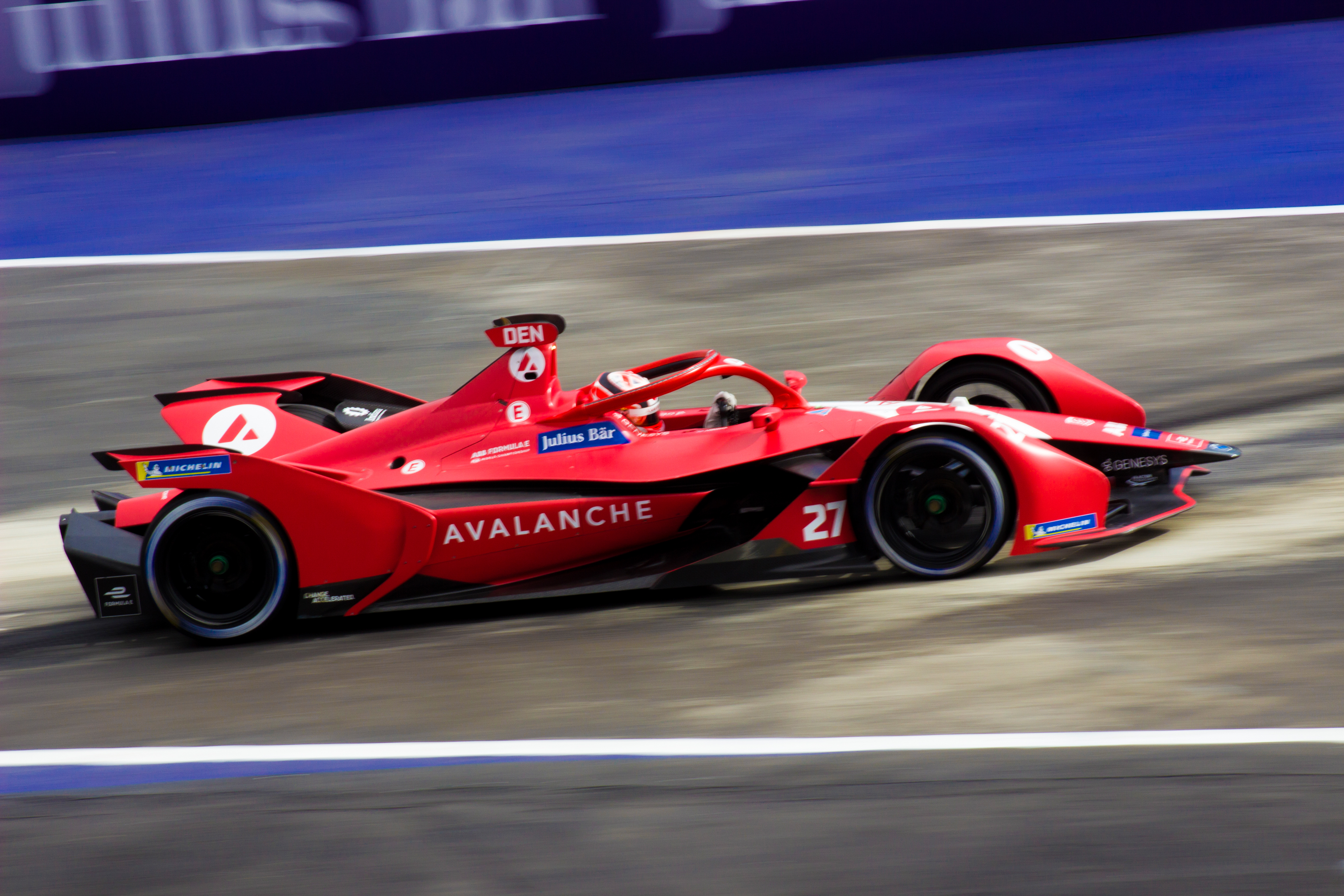
Dennis guiando a Andretti no ePrix da Cidade do México de 2022

Enquanto Günther saiu da Andretti e seu lugar foi ocupado pelo norte-americano Oliver Askew, Dennis permaneceu na equipe para a disputa da temporada 2021–22, na qual ele só venceu na corrida 1 em Londres e além desse, só teve mais dois pódios, fechando o ano em sexto, com 126 pontos e empatado na pontuação com o quinto colocado Lucas di Grassi e com o sétimo colocado Robin Frijns. Este, Dennis superou por ter vencido, enquanto o neerlandês não teve nenhuma vitória. Mas Dennis e Di Grassi empataram em quase todos os critérios: número de vitórias, de pódios, de segundos, de terceiros e até de quartos lugares. Contudo, o brasileiro o superou por ter dois quintos lugares, enquanto Dennis só teve um. Já no duelo com seu companheiro, Dennis foi vencedor, fazendo mais de cem pontos de diferença para Askew

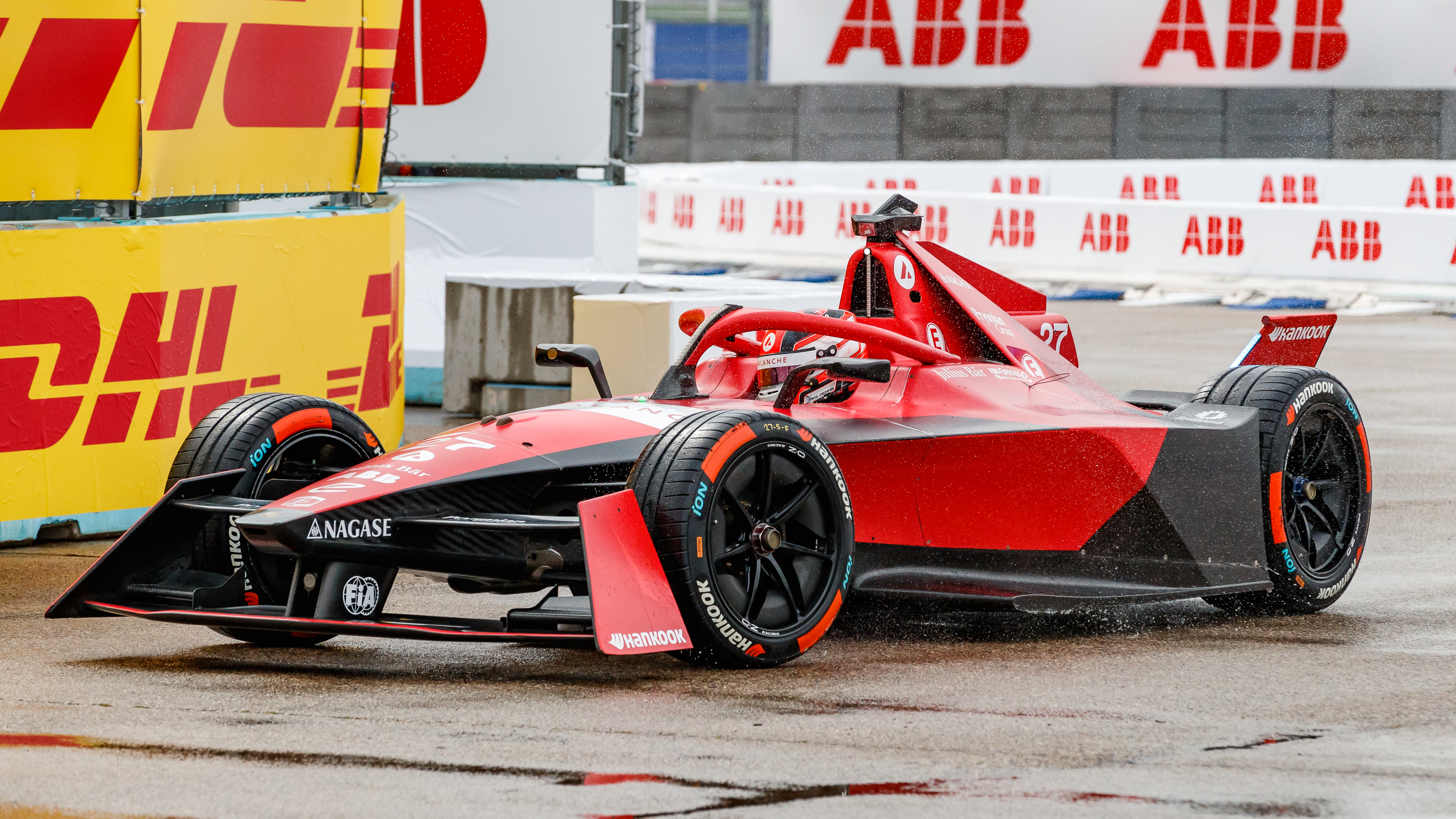
Dennis no ePrix de Berlim de 2023

De contrato renovado para 2022–23, e tendo o experiente alemão André Lotterer como substituto de Askew, Dennis se consagrou numa temporada em que ele não foi o maior vencedor: só teve duas vitórias, conquistadas nas provas da Cidade do México e de Roma, mas que somadas, foram apenas a metade das que seus rivais neozelandeses Nick Cassidy e Mitch Evans tiveram no ano. Mas ele foi mais constante no pódio, fazendo onze ao todo e foi campeão em Londres com uma corrida de antecedência, com um segundo lugar no sábado. No final, ele juntou 229 pontos, superando Cassidy por 30 pontos e Evans por 32 pontos. E no duelo com seu companheiro, Dennis venceu de forma ainda mais elástica, com Lotterer tendo feito 206 pontos a menos do que o britânico.

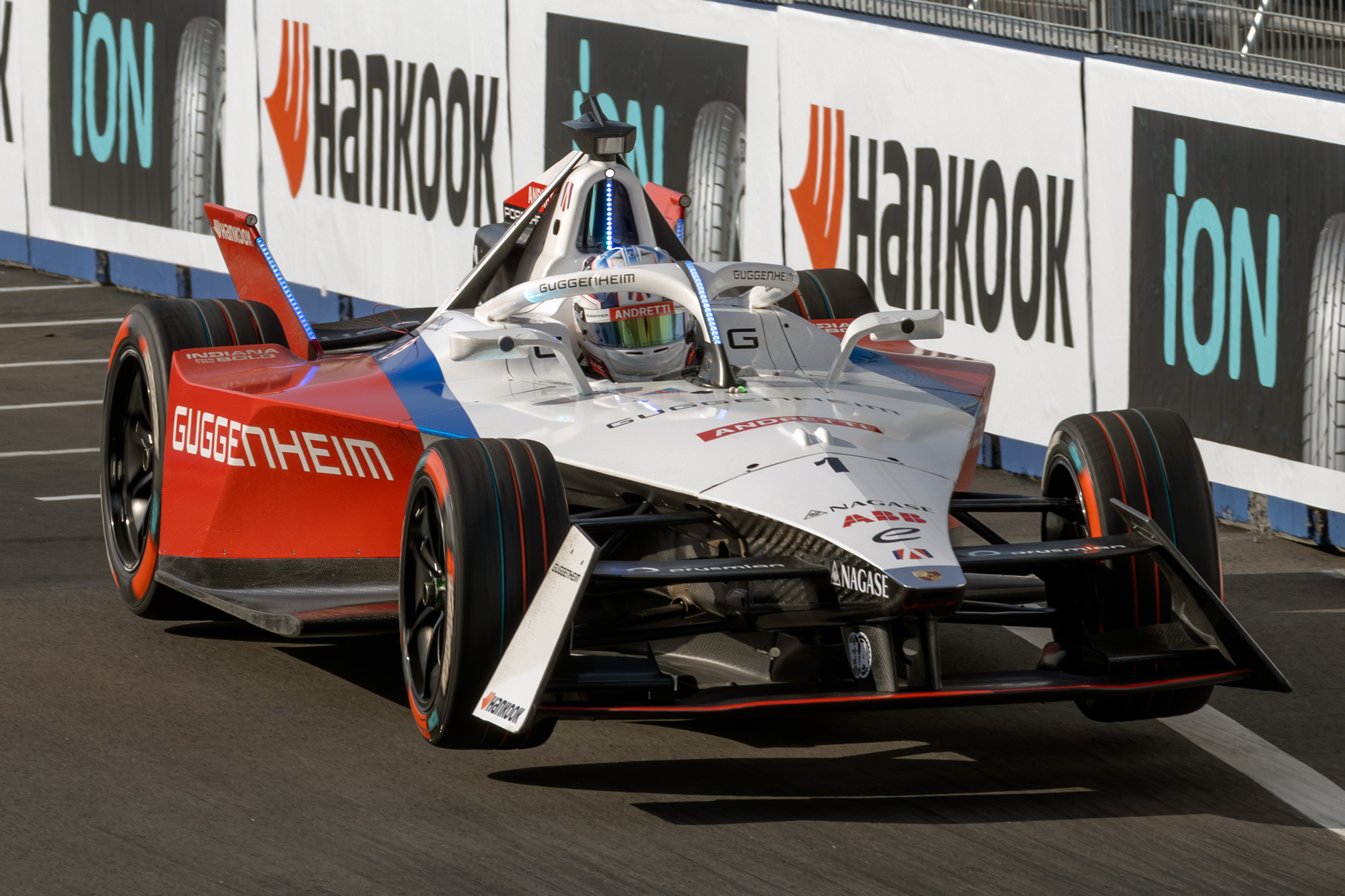
Dennis durante os treinos do ePrix de Tóquio de 2024

Em dezembro de 2023, durante a pré-temporada, Dennis assinou uma extensão de contrato de vários anos para permanecer na Andretti durante a temporada de 2024–25 da Fórmula E e além. Para a temporada 2023–24, ele passou a contar com o francês Norman Nato, que substituiu Lotterer. O desempenho de Dennis, contudo, não foi o mesmo que o do ano anterior, por conta da decadência da Andretti. Logo, Dennis só venceu na corrida 1 em Daria, e suas outras aparições no pódio foram com seus dois segundos lugares na rodada de Misano, e com seu terceiro lugar em Tóquio. Assim, Dennis ficou em sétimo, somando 122 pontos, e mais uma vez foi muito superior ao seu companheiro, já que Nato fez 75 pontos a menos do que Jake.
Na temporada 2024–25, Dennis teve mais um novo companheiro: o suíço Nico Müller, vindo da ABT. O britânico conquistou um pódio ao ser terceiro colocado na corrida 1 do ePrix de Mônaco. Em Jacarta, fez sua primeira pole da temporada ao se beneficiar do erro de seu compatriota Taylor Barnard, mas despencou para o décimo sétimo lugar após ser tocado por Nyck de Vries. Voltou ao pódio na corrida 2 do ePrix de Berlim, onde foi segundo colocado.

## Resultados

### Resumo da carreira
| Temporada | Categoria                                       | Equipe                                      | Corridas                  | Vitórias                  | Poles                     | V.M.R.                    | Pódios                    | Pontos                    | Pos.                      |
| --------- | ----------------------------------------------- | ------------------------------------------- | ------------------------- | ------------------------- | ------------------------- | ------------------------- | ------------------------- | ------------------------- | ------------------------- |
| 2011      | Campeonato InterSteps                           | Fortec Motorsports                          | 20                        | 8                         | 7                         | 5                         | 16                        | 539                       | 1º                        |
| 2011      | Finals Series da Fórmula Renault do Reino Unido | Fortec Motorsports                          | 6                         | 0                         | 0                         | 0                         | 0                         | 38                        | 19º                       |
| 2012      | Fórmula Renault 2.0 NEC                         | Fortec Motorsports                          | 20                        | 3                         | 2                         | 3                         | 11                        | 376                       | 1º                        |
| 2012      | Eurocopa de Fórmula Renault 2.0                 | Fortec Motorsports                          | 6                         | 0                         | 0                         | 0                         | 1                         | 19                        | 12º                       |
| 2013      | Eurocopa de Fórmula Renault 2.0                 | Fortec Motorsports                          | 14                        | 0                         | 1                         | 1                         | 1                         | 130                       | 4º                        |
| 2013      | Fórmula Renault 2.0 NEC                         | Fortec Motorsports                          | 4                         | 1                         | 0                         | 0                         | 1                         | 42                        | 31º                       |
| 2013      | Fórmula Renault 2.0 - Pau Trophy                | Fortec Motorsports                          | 1                         | 0                         | 0                         | 0                         | 1                         | N/A                       | 3º                        |
| 2014      | Fórmula 3 Europeia                              | Carlin                                      | 33                        | 0                         | 0                         | 0                         | 3                         | 174                       | 9º                        |
| 2015      | Fórmula 3 Europeia                              | Prema Powerteam                             | 33                        | 6                         | 6                         | 5                         | 16                        | 375                       | 3º                        |
| 2015      | Grande Prêmio de Macau                          | Prema Powerteam                             | 1                         | 0                         | 0                         | 0                         | 0                         | N/A                       | 9º                        |
| 2015–16   | MRF Challenge Formula 2000                      | MRF Racing                                  | 4                         | 0                         | 0                         | 1                         | 2                         | 53                        | 9º                        |
| 2016      | GP3 Series                                      | Arden International                         | 18                        | 2                         | 0                         | 4                         | 5                         | 149                       | 4º                        |
| 2016      | Mundial de Endurance da FIA – LMP2              | G-Drive Racing                              | 2                         | 0                         | 0                         | 0                         | 0                         | 8                         | 28º                       |
| 2016      | 24 Horas de Le Mans – LMP2                      | G-Drive Racing                              | 1                         | 0                         | 0                         | 0                         | 0                         | N/A                       | DNF                       |
| 2017      | Blancpain GT Series Sprint Cup                  | WRT Team                                    | 10                        | 0                         | 0                         | 0                         | 2                         | 27                        | 9º                        |
| 2017      | Blancpain GT Series Endurance Cup               | WRT Team                                    | 5                         | 0                         | 1                         | 0                         | 1                         | 28                        | 12º                       |
| 2017      | Intercontinental GT Challenge                   | WRT Team                                    | 2                         | 0                         | 0                         | 0                         | 0                         | 8                         | 12º                       |
| 2017      | Fórmula 3 Europeia                              | Carlin                                      | 9                         | 0                         | 0                         | 0                         | 1                         | 41                        | 17º                       |
| 2017      | Campeonato Chinês de GT                         | Kings Linky Racing                          | 2                         | 1                         | 1                         | 1                         | 2                         | 40                        | 12º                       |
| 2017      | Audi R8 LMS Cup                                 | Castrol Racing Team                         | 2                         | 1                         | 0                         | 0                         | 1                         | 0                         | NC†                       |
| 2018      | Blancpain GT Series Endurance Cup               | R-Motorsport                                | 5                         | 1                         | 2                         | 0                         | 1                         | 29                        | 13º                       |
| 2018      | GT Series 24H - A6                              | R-Motorsport                                |                           |                           |                           |                           |                           |                           |                           |
| 2018      | ADAC GT Masters                                 | Phoenix Racing                              | 2                         | 0                         | 0                         | 0                         | 0                         | 22                        | 24º                       |
| 2018      | ADAC GT Masters                                 | Montaplast da Land-Motorsport               | 6                         | 0                         | 0                         | 0                         | 1                         | 22                        | 24º                       |
| 2018      | Intercontinental GT Challenge                   | Belgian Audi Club Team WRT                  | 1                         | 0                         | 0                         | 0                         | 0                         | 2                         | 24º                       |
| 2018      | Fórmula 1                                       | Aston Martin Red Bull Racing                | Piloto de desenvolvimento | Piloto de desenvolvimento | Piloto de desenvolvimento | Piloto de desenvolvimento | Piloto de desenvolvimento | Piloto de desenvolvimento | Piloto de desenvolvimento |
| 2019      | Deutsche Tourenwagen Masters                    | R-Motorsport I                              | 18                        | 0                         | 0                         | 0                         | 0                         | 17                        | 17º                       |
| 2019      | Blancpain GT Series Endurance Cup               | R-Motorsport                                | 5                         | 0                         | 0                         | 1                         | 1                         | 38                        | 6º                        |
| 2019      | Fórmula 1                                       | Aston Martin Red Bull Racing                | Piloto de desenvolvimento | Piloto de desenvolvimento | Piloto de desenvolvimento | Piloto de desenvolvimento | Piloto de desenvolvimento | Piloto de desenvolvimento | Piloto de desenvolvimento |
| 2020      | Intercontinental GT Challenge                   | R-Motorsport                                | 1                         | 0                         | 0                         | 0                         | 0                         | 1                         | 21º                       |
| 2020      | European Le Mans Series – LMP2                  | Jota Sport                                  | 1                         | 0                         | 0                         | 0                         | 0                         | 0                         | NC†                       |
| 2020      | Fórmula 1                                       | Aston Martin Red Bull Racing                | Piloto de desenvolvimento | Piloto de desenvolvimento | Piloto de desenvolvimento | Piloto de desenvolvimento | Piloto de desenvolvimento | Piloto de desenvolvimento | Piloto de desenvolvimento |
| 2020–21   | Fórmula E                                       | BMW i Andretti Motorsport                   | 15                        | 2                         | 1                         | 0                         | 2                         | 91                        | 3º                        |
| 2021      | GT World Challenge Europe Endurance Cup         | Walkenhorst Motorsport                      | 2                         | 0                         | 0                         | 0                         | 0                         | 0                         | NC                        |
| 2021      | Nürburgring Endurance Series – M240i            | Adrenalin Motorsport Team Alzner Automotive | 2                         | 0                         | 1                         | 0                         | 1                         | 0                         | NC†                       |
| 2021      | Fórmula 1                                       | Red Bull Racing Honda                       | Piloto de desenvolvimento | Piloto de desenvolvimento | Piloto de desenvolvimento | Piloto de desenvolvimento | Piloto de desenvolvimento | Piloto de desenvolvimento | Piloto de desenvolvimento |
| 2021–22   | Fórmula E                                       | Avalanche Andretti Fórmula E                | 16                        | 1                         | 2                         | 2                         | 4                         | 126                       | 6º                        |
| 2022      | Fórmula 1                                       | Oracle Red Bull Racing                      | Piloto de desenvolvimento | Piloto de desenvolvimento | Piloto de desenvolvimento | Piloto de desenvolvimento | Piloto de desenvolvimento | Piloto de desenvolvimento | Piloto de desenvolvimento |
| 2022–23   | Fórmula E                                       | Avalanche Andretti Fórmula E                | 16                        | 2                         | 2                         | 5                         | 11                        | 229                       | 1º                        |
| 2023      | 24 Horas de Nürburgring – SP9                   | Walkenhorst Motorsport                      | 1                         | 0                         | 0                         | 0                         | 0                         | N/A                       | DNF                       |
| 2023      | Fórmula 1                                       | Oracle Red Bull Racing                      | Piloto de desenvolvimento | Piloto de desenvolvimento | Piloto de desenvolvimento | Piloto de desenvolvimento | Piloto de desenvolvimento | Piloto de desenvolvimento | Piloto de desenvolvimento |
| 2023–24   | Fórmula E                                       | Andretti Fórmula E                          | 16                        | 1                         | 1                         | 3                         | 4                         | 122                       | 7º                        |
| 2024      | GT World Challenge Europe Endurance Cup         | Century Motorsport                          |                           |                           |                           |                           |                           |                           |                           |
| 2024      | Campeonato Italiano de GT Sprint - GT3          | BMW Italia Ceccato Racing                   | 2                         | 0                         | 0                         | 0                         | 1                         | 15                        | 11º                       |
| 2024      | Fórmula 1                                       | Oracle Red Bull Racing                      | Piloto de desenvolvimento | Piloto de desenvolvimento | Piloto de desenvolvimento | Piloto de desenvolvimento | Piloto de desenvolvimento | Piloto de desenvolvimento | Piloto de desenvolvimento |
| 2024–25   | Fórmula E                                       | Andretti Fórmula E                          | 14                        | 0                         | 1                         | 1                         | 2                         | 77*                       | 10º*                      |

† Como Dennis era um piloto convidado, ele não estava qualificado para marcar pontos.
* Temporada ainda em andamento.